# Radara lea
Radara lea är en fjärilsart som beskrevs av Druce 1898. Radara lea ingår i släktet Radara och familjen nattflyn. Inga underarter finns listade.